# 胡繼瑗
胡繼瑗（?—?），安徽省寧國府太平縣人，清朝政治人物、進士出身。

## 生平
光緒十八年（1892年），参加光緒壬辰科殿試，登進士二甲26名。同年五月，改翰林院庶吉士。光緒二十一年四月，散館，以主事著以部属用。